# University Parks

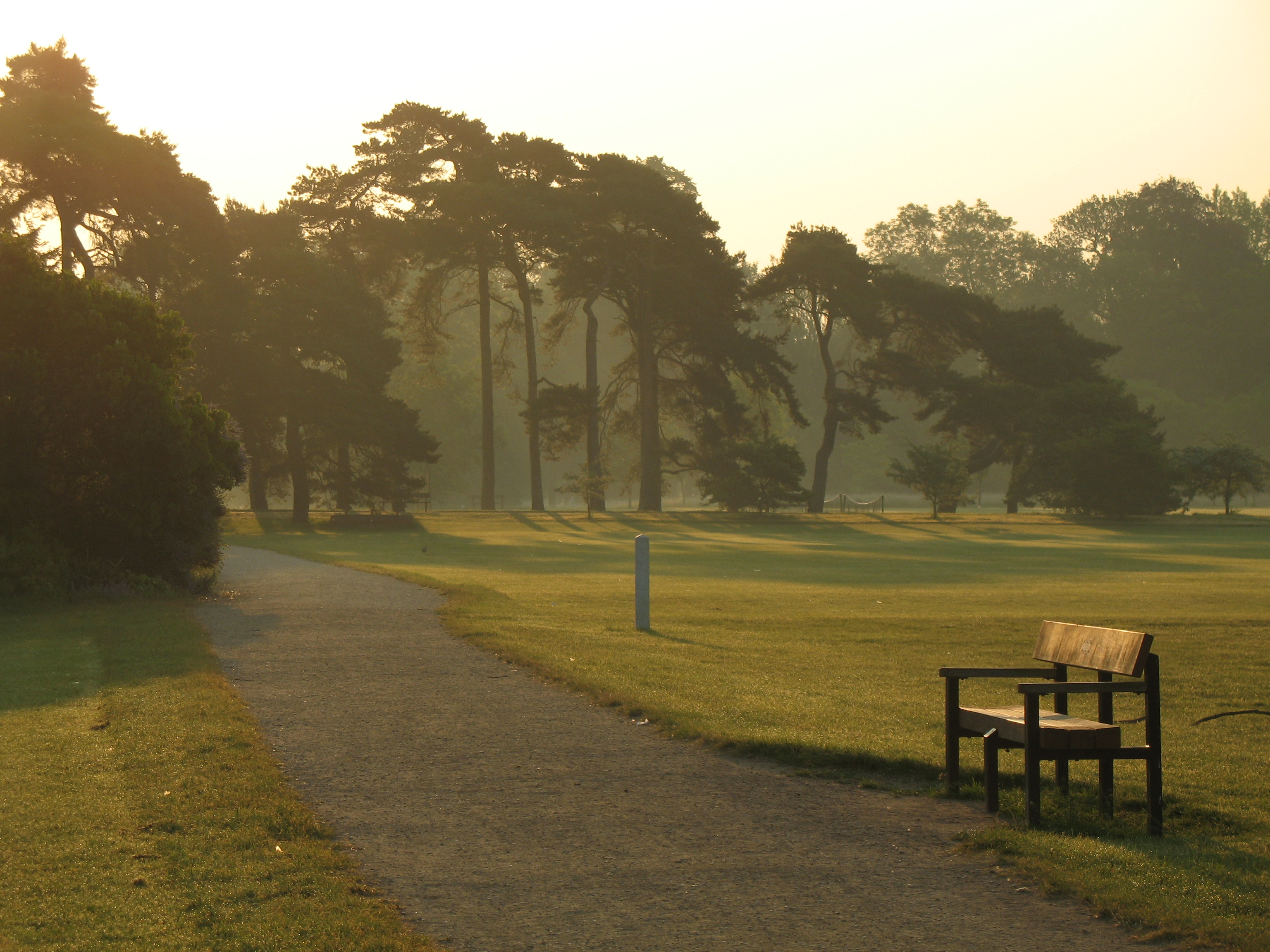
Ein Teil des Parks

Die Oxford University Parks sind eine weitläufige, öffentlich zugängliche Parklandschaft im Nordosten des Stadtzentrums von Oxford im Vereinigten Königreich. Lokal ist das Gebiet auch als University Parks, Uni Parks oder The Parks bekannt. Die Parklandschaft erstreckt sich Über knapp 30 Hektar und gehört zur University of Oxford.
Heute befinden sich auf dem Parkgelände ein Arboretum sowie Einrichtungen und Sportplätze für verschiedene Sportarten, darunter die Spielstätte des Oxford University Cricket Club.

## Lage

Die University Parks nordöstlich des Stadtzentrums

Die University Parks liegen nordöstlich des Stadtzentrums von Oxford. Im Osten wird das Gebiet durch den River Cherwell, im Norden durch die Norham Gardens und die Lady Margaret Hall, im Westen durch die Parks Road und im Süden durch die South Parks Road begrenzt.

## Geschichte
Teile des heutigen Parkgebietes wurden schon seit geraumer Zeit vor allem durch Studierende der Universität Oxford zur Erholung und sportlichen Betätigung genutzt. Das Gebiet gehörte ursprünglich dem Merton College, ehe die Universität 1853 etwa 8 Hektar erwarb, um dort einen Park zu errichten. In den darauffolgenden elf Jahren wurde der Park auf 37 Hektar vergrößert. 
Zwischen 1855 und 1860 wurden auf einem Teil dieser Fläche das Oxford University Museum of Natural History errichtet. Zwischen 1912 und 1950 wurden weitere Flächen zum Bau der Gebäude genutzt, die heute die Science Area der Universität bilden. Seither hat sich die Größe des Parks von knapp 30 Hektar nicht mehr verändert.

## Sehenswürdigkeiten

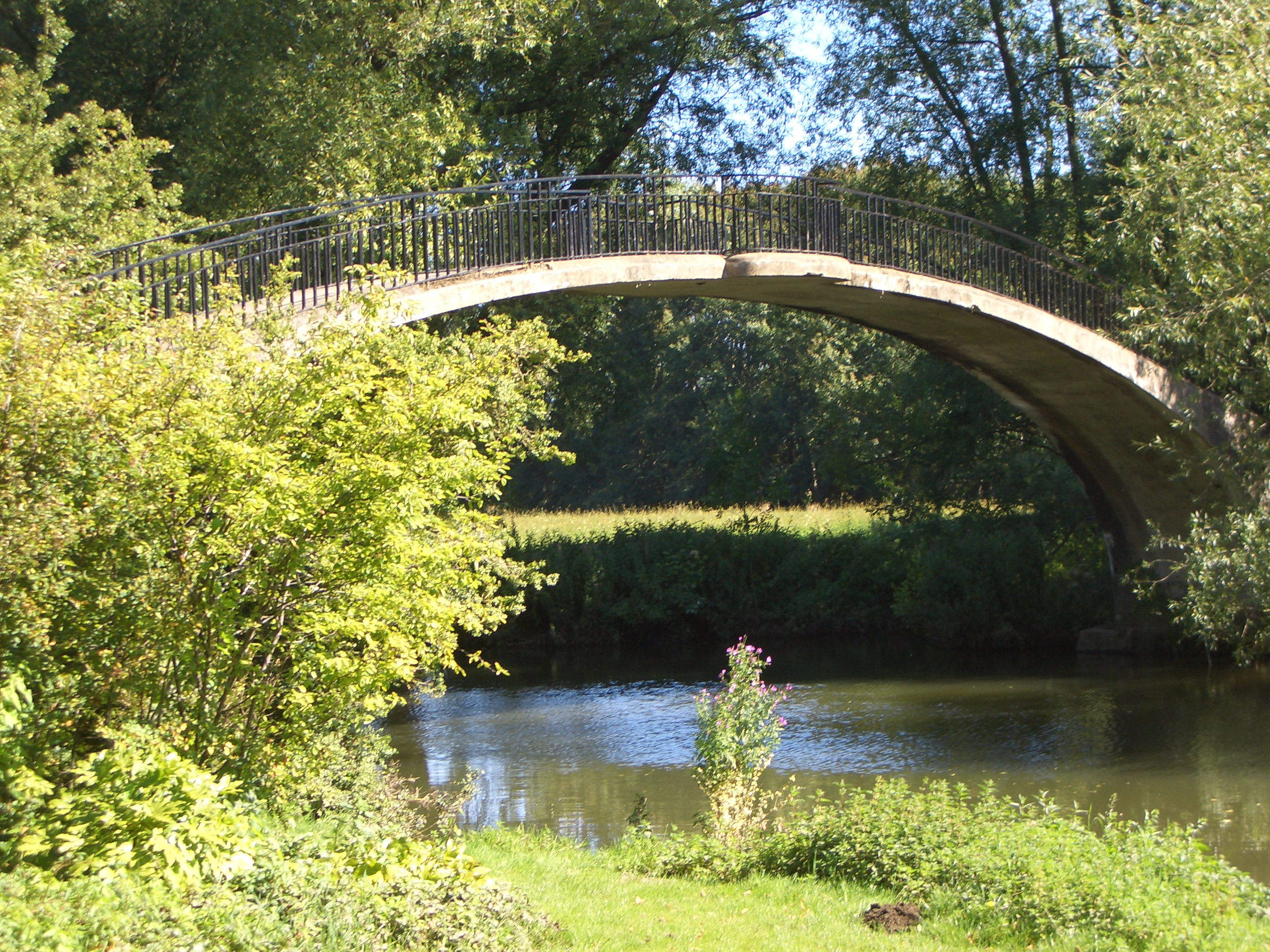
Die Rainbow Bridge

- 1881 wurde der Cricketpavillion von Thomas Graham Jackson errichtet
- 1888 wurden sieben Riesenmammutbäume sowie ein Japanischer Schnurbaum gepflanzt
- 1923 wurde die Rainbow Bridge über den River Cherwell erbaut
- Parson's Pleasure ist ein ehemaliger FKK-Bereich für Männer und heute Bestandteil des Parks